# Bulaea
Bulaea  (лат.) — род божьих коровок из подсемейства Coccinellinae.

## Описание
Тело короткоовальное, выпуклое. Наибольшая ширина переднеспинки у основания.

## Систематика
В составе рода:
- Bulaea lichatschovi (Hummel, 1827)
- Bulaea nevilli (Dohrn, 1882)
- Bulaea pallida Motschulsky, 1849
- Bulaea salina Weise, 1879